# كارل بينيتو إراولا
كارل بينيتو إراولا هو سياسي كندي، ولد في 21 فبراير 1954 في مانيلا في الفلبين. حزبياً، نشط في الرابطة التقدمية المحافظة في ألبرتا ‏. وقد انتخب عضو الجمعية التشريعية ألبرتا.